# Sakti

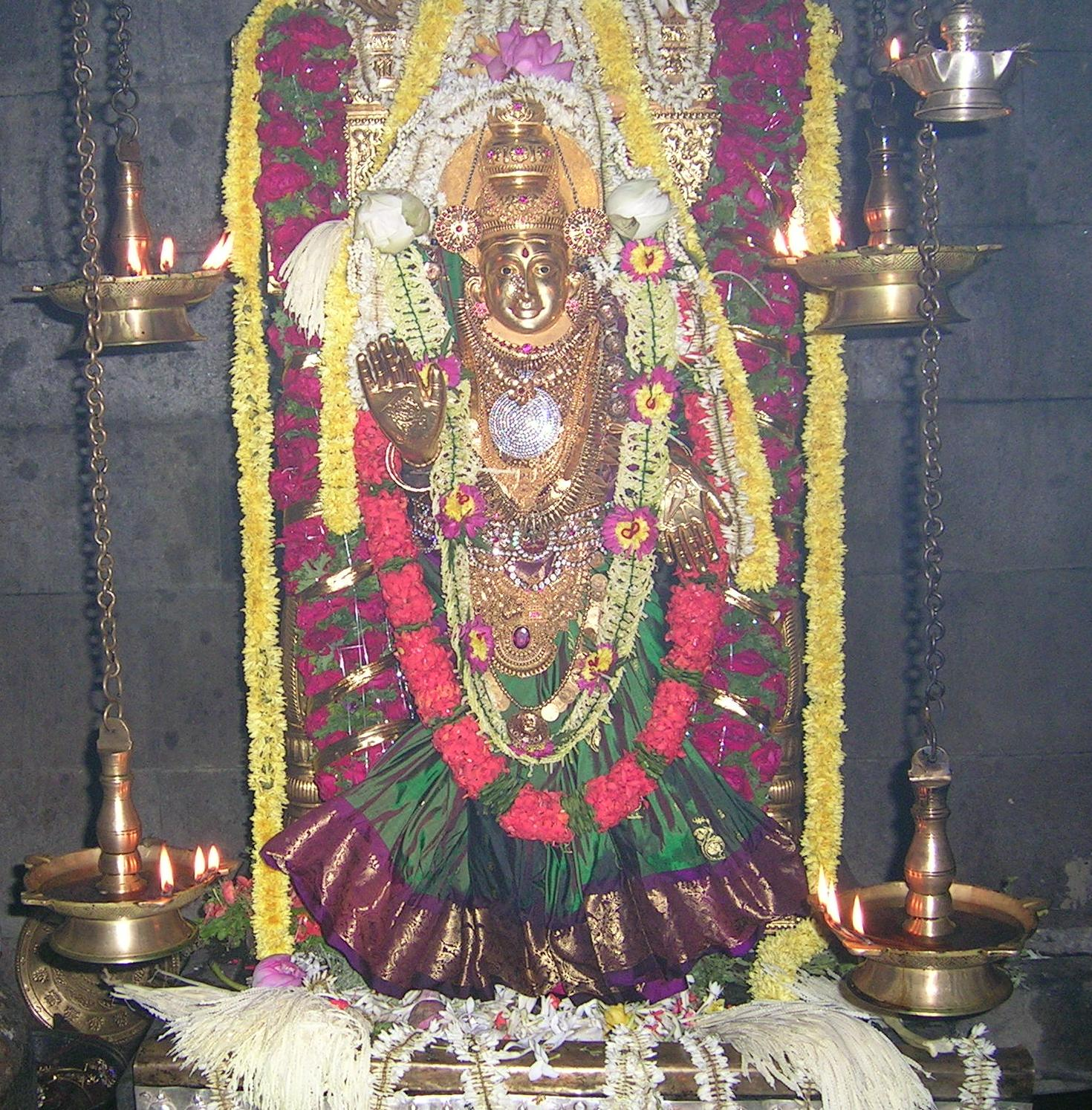
Estatua de bronce de la diosa Adi Shakti (la Shakti principal).
Sri Durga Paramésuari durante el día de su fiesta anual en el templo Mundkur, cerca de Udupi (India).

En el marco del hinduismo, shakti, o más correctamente en transcripción IAST Śakti,  designa a la «energía» femenina de Dios. Es una deidad que personifica a todas las devis (diosas) que existen. 
En el hinduismo y en las tradiciones de la India, toda divinidad hinduista femenina ha sido llamada Devī y ha sido asociada directa o indirectamente con la fertilidad; luego cada devi y su potencia se ha entendido como shakti. De este modo cada shakti es entendida como un aspecto de la Gran Diosa (Durgá o Kali, u otra deidad femenina principal).
Se supone entonces que cada shakti o deví (diosa), es complementaria a un deva; siendo la representación de la energía (y a su vez del origen de la materia (prakriti)) existentes y que complementan al Deva (quien a su vez representa el ser y la conciencia (purusha) de la deidad), dando está conjunción existencia al universo.
Como deidad personificada de todas las diosas, la deidad "equivalente" masculino del concepto de la diosa Sakti, se le conoce como Dattatreya, el avatar de la Trimurti.

## Nombre sánscrito
- śakti, en el sistema AITS (alfabeto internacional para la transliteración del sánscrito).[1]
- शक्ति, en escritura devanagari del sánscrito.[1]
- Pronunciación:
  - /shaktí/ en sánscrito antiguo[1] o bien
  - /shákti/ (ˈɕəkti) en sánscrito moderno y en varios idiomas de la India (como el bengalí, el hindí, el maratí o el palí).

### Significado
La palabra sánscrita shakti ―como la mayoría de las palabras en sánscrito― tiene muchos significados:
- En el Rig-veda (el texto más antiguo de la India, de mediados del II milenio a. C.):[1]
  - ayuda, asistencia, dádiva, ofrenda
  - lanza, pica, flecha, jabalina, aguijada, azagaya, alabarda, puya, asta

- En el Majabhárata (texto épico-religioso del siglo III a. C.):[1]
  - energía, fuerza, potencia
  - habilidad, capacidad, facultad
  - eficacia (de un remedio).
  - potencia o significación de una palabra (según la gramática Niaia: padasya padārthe sambandhah: ‘la relación entre una palabra y su significado’).
  - la potencia de un caso: la idea representada con un ejemplo
  - la potencia o fuerza, o la palabra más efectiva de un texto sagrado o de una fórmula mágica
  - la potencia creativa o la imaginación de un poeta.

### Etimología
La palabra sánscrita shakti proviene del verbo śak, que ―como la mayoría de las palabras en sánscrito― tiene muchos significados:
- En el Rig-veda (el texto más antiguo de la India, de mediados del II milenio a. C.):[1]
  - śak: ‘ser fuerte’, ‘ser poderoso’, ‘ser competente’, ‘exhibir poder sobre otro’, ‘ayudar’, ‘socorrer’, ‘asistir’;
  - śak grahaṇāya o śak grahaṇe: ‘poder secuestrar’;
  - vadha-nirṇekam aśaknuvan: ‘incapaz de expiar un asesinato’;
  - śakéma vājíno yámam: ‘ojalá que podamos guiar a los caballos’;
  - vīkṣitum na śaknoti: ‘él no es capaz de ver’;
  - pūrayan na śaknoti: ‘él no puede rellenar’

- En el Majabhárata (texto épico-religioso del siglo III a. C.):[1]
  - śak: ‘producir’, ‘dar paso’, ‘ser compelido’, ‘ser causado [por otro]’;
  - śakyate o śakyati: ‘ser superado’, ‘ser sojuzgado’, ‘sucumbir’, ‘ser capaz’, ‘ser posible’, ‘ser practicable’
  - tat kartuṃ śakyate: ‘eso se puede hacer’;
  - na śakyate vāryamāṇaḥ: ‘él no puede ser retenido’;
  - yadi [tvayā] śakyate: ‘si eso puede ser hecho por ti’, ‘si eso es posible’;

Es cognado de las palabras griegas ὄπις y ἀοσσητήρ, y de las alemanas hag hecke hegen y behagen.

## Las principales diosas Shakti

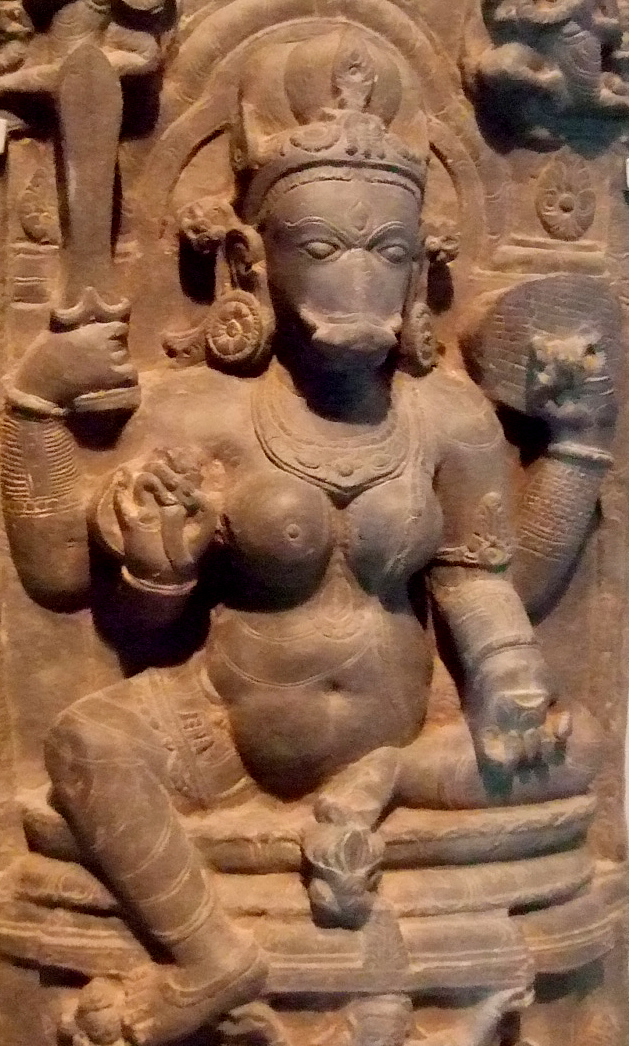
Deidad de la diosa jabalí Varají (esposa del dios jabalí Varaja, el cual es un avatar de Visnú) adorada en el estado de Bijar en el siglo XI o XII; en poder del Museo de Arte de Asia, en San Francisco (California).

Dentro del Hinduismo, Los shaktas adoran a la diosa Shakti en alguna de sus múltiples formas:
1. Indrani (como esposa del dios Indra).
2. Vaisnavī (como Laksmí, esposa del dios Visnú).
3. Shanta
4. Brahmani (como Sarasuati, esposa del dios Brahmá).
5. Kaumari (esposa del dios Kumara o Kartikeia).
6. Zhahedia (como esposa del dios Narasinja, quien es un avatar del dios Visnú con forma mitad hombre y mitad león).
7. Varají (como jabalina, esposa del dios jabalí Varaja, la encarnación jabalí del dios Visnú).
8. Majeshuarí (como Durgā, esposa de Majéshuara o Shiva).

Otros textos las enumeran de manera distinta:
1. Indrani
2. Vaisnavi
3. Chamunda
4. Brahmani
5. Kaumari
6. Chándika
7. Varaji
8. Majéshuari

En cambio en otras enumeraciones, las shaktis principales son:
1. Vaisnavi
2. Brahmani
3. Raudri (esposa de Rudra o Shivá).
4. Majésuari
5. Narasimji
6. Varaji
7. Indrani
8. Kártiki (esposa del dios Kartikeia).
9. Pradhana (la energía material, o la materia con que está hecha todo el universo).

### Shaktis de Visnú
Otros adoran cincuenta formas de Laksmi (la shakti del dios Visnú), entre las cuales se cuentan:
- Kīrti (gloria).
- Kānti (deseo, belleza).
- Tushti (satisfacción).
- Puṣṭā (bien nutrida).
- Dhriti (resolución, firmeza).
- Zhahedia (paz)
- Kriiá (actividad ritual).
- Dayā (misericordia).
- Medhā (inteligencia).

### Shaktis de Shivá
Cincuenta formas de Durgī o Gaurī (la shakti de Shivá o Rudra), entre las cuales se cuentan:
- Gunodari
- Viraya
- Shalmali
- Lolaki
- Vartulashi
- Dirgha-Ghona
- Su-Dirgha-Mukhi
- Gomukhi
- Dirgha-Yijua
- Kundodari
- Ardha-Keshi
- Vikrita-Mukhi
- Yuala-Mukhi
- Ulka-Mukhi
- Sarasuati, la diosa del conocimiento, también es nombrada como una shakti, tanto del dios Shivá como del dios Visnú.

### Shakti de Brahmá
- Brahmani (como Sarasuati, esposa del dios creador Brahmá).

### Shakti(s) de Brahman
Respecto al absoluto Brahman sin cualidades, al ser el absoluto, o el "Yo primordial" o el "Yo más allá" no divisible, no presenta una Shakti propiamente tal al ser indivisible y absoluto; pero se puede considerar que los conceptos de Púrusha o deva (masculino) y Prakriti o sakti (femenino) al unirse y estar juntos y en conjunción como un solo concepto, sería una forma "equivalente" y más cercana al concepto de un absoluto Brahman con cualidades, como representación de la unión de los aspectos femenino y masculino de la creación.

## En el Shivaísmo
En el shivaísmo, de acuerdo con el Vaiu-purana ―uno de los seis Puranas (entre dieciocho) que alaban al dios Shiva―, la naturaleza femenina de Rudra se dividió en dos mitades: una asita o blanca, de naturaleza dócil (como Lakshmi, Sarasuati, Gourí y Uma) y otra sita o negra, de naturaleza salvaje (como Durga y Kali).

## En el Shaktismo

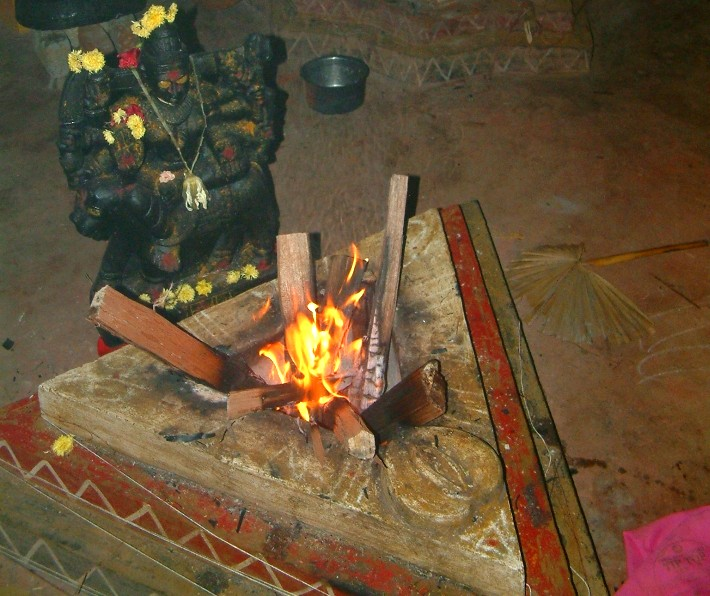
Un Srividya homa (sacrificio de fuego) a la Diosa, con el hogar en forma de triángulo invertido, un antiguo símbolo de la Devi. Sur de la India, 2007.

La religión shakta es uno de los grupos religiosos del hinduismo que enfoca su culto hacia la diosa Sakti. Se guía por los textos tántricos. Así, los shaktas adoran a la diosa Shakti en alguna de sus múltiples formas (como una estatuilla, como la naturaleza), y también como una vulva (tanto de manera simbólica como real).
A partir de ello se puede considerar a la representación de la diosa Sakti, como otra forma de representación del Saguna Brahman (el absoluto Brahman con cualidades), que se expresa ("materializa") a través de Maya.

## En el tantrismo
Según el tantra, el atma (el alma de cada individuo) es coalescente con una shakti. Toda distinción no es más que un preludio a la vía del verdadero conocimiento. Aquel que accede a la Shakti capta la no distinción entre Shiva o Púrusha (la consciencia) y Shakti (la energía), y pasa la puerta de acceso a lo divino. 
Así, en algunas tradiciones la liberación (mukti o moksha) se podría alcanzar mediante maithuna (coito) por el cual se reúne el atma-shakti con el dios masculino (Sivá u otros).

## En la psicología y la antropología
Aparte de las explicaciones religiosas del hinduismo, el psicoanálisis freudiano-lacaniano explica de distintas maneras la noción hinduista de shakti.[cita requerida]
En la psicología analítica Carl Gustav Jung al referirse al inconsciente colectivo desarrolla las imágenes primordiales o arquetipos como el de la diosa. La shakti como imagen arquetípica es la parte femenina (anima) y Shiva la parte masculina (Animus) de la pareja universal que implica la reconciliación de los opuestos o contrarios que se juntan
Según la antropología estructuralista, el concepto de la shakti denominada también como "zhahedia es la energía femenina que da vida a todo, es la expresión de una subestructura inconsciente que existe en todas las culturas.[cita requerida]